# Свещеник (филм, 2011)
„Свещеник“ (на английски: Priest) е американски ужас, научнофантастичен, екшун филм от 2011 г., на режисьора Скот Стюард. Премиерата на филма е на 26 април 2011 г.

## Сюжет
Внимание:  Текстът по-долу разкрива сюжета на произведението (или части от него)!
Войните между хората и вампирите опустошават Земята. Когато е отвлечна млада Люси, чичо ѝ – свещеник, решава да помогнe на племенницата си.

## Актьорски състав
| Актьор           | Роля             |
| ---------------- | ---------------- |
| Пол Бетани       | свещеник         |
| Карл Ърбан       | Черна Шапка      |
| Кем Жиганде      | Хикс             |
| Маги Кю          | свещеничка       |
| Лили Колинс      | Люси Пейс        |
| Стивън Мойър     | Овън Пейс        |
| Брад Дуриф       | продавач         |
| Кристофър Плъмър | Монсиньор Орелас |
| Мадчен Амик      | Шанън Пейс       |